# Markaz Kafr ash Shaykh
Markaz Kafr ash Shaykh (arabiska: مركز كفر الشيخ) är en region i Egypten.   Den ligger i guvernementet Kafr el-Sheikh, i den norra delen av landet, 120 km norr om huvudstaden Kairo.